# C'est dur d'être un homme : Elle court, elle court la rumeur
Série C'est dur d'être un homme
C'est dur d'être un homme : Tora-san entre en scène
(1978) C'est dur d'être un homme : Tora-san ange gardien
(1979)
Pour plus de détails, voir Fiche technique et Distribution.
C'est dur d'être un homme : Elle court, elle court la rumeur (男はつらいよ 噂の寅次郎, Otoko wa tsurai yo: Uwasa no Torajirō) est un film japonais réalisé par Yōji Yamada et sorti en 1978. C'est le 22e film de la série C'est dur d'être un homme.

## Synopsis
Dans une époque ancienne, une famille pauvre est opprimée par les hommes de main du seigneur local. Survient le saint bouddhique Tora, qui par quelques miracles résout tous leurs problèmes. Tora-san se réveille de ce rêve : loin d'être un saint, il s'était seulement assoupi à l'entrée d'un temple.
Lors d'un voyage dans la préfecture de Shizuoka, Tora-san rencontre Hitomi, une jeune femme qui a un chagrin d'amour, il la réconforte et lui propose de rendre visite à sa famille à Shibamata. Lorsqu'ils se séparent, Tora-san monte dans un bus dans lequel il a la surprise de tomber sur le professeur Suwa, le père de Hiroshi. Ce dernier l'invite à l'accompagner dans son voyage touristique plus au nord, dans la préfecture de Nagano.
Durant leurs échanges, le professeur Suwa sensibilise Tora-san sur « la nature éphémère de la vie », ce dernier décide de retourner auprès de sa famille à Shibamata. Mais ces enseignements sont vite oubliés lorsqu'il rencontre Sanae, la nouvelle employée engagée par son oncle pour l'aider à tenir Toraya leur magasin de sucreries, d'autant qu'il apprend que Sanae est en cours de divorce. 
Après que le divorce est prononcé, Tora-san aide Sanae à emménager dans un nouvel appartement, il fait la connaissance de Hajime Soeda, le cousin de Sanae, un professeur venu lui aussi prêter main-forte lors du déménagement. Comprenant que Hajime est amoureux de Sanae depuis l'enfance, Tora-san décide de s'éclipser et de reprendre la route.

## Fiche technique
- Titre : C'est dur d'être un homme : Elle court, elle court la rumeur[1]
- Titre original : 男はつらいよ 噂の寅次郎 (Otoko wa tsurai yo: Uwasa no Torajirō?)
- Réalisation : Yōji Yamada
- Scénario : Yōji Yamada et Yoshitaka Asama
- Photographie : Tetsuo Takaha (ja)
- Montage : Iwao Ishii (ja)
- Musique : Naozumi Yamamoto
- Décors : Mitsuo Degawa
- Producteur : Kiyoshi Shimazu
- Société de production : Shōchiku
- Pays de production :  Japon
- Langue originale : japonais
- Format : couleur — 2,35:1 — 35 mm — son mono
- Genres : comédie dramatique ; romance
- Durée : 104 minutes[2] (métrage : huit bobines - 2 874 m[2])
- Dates de sortie :
  - Japon : 27 décembre 1978[2]

## Distribution
- Kiyoshi Atsumi : Torajirō Kuruma / Tora-san
- Chieko Baishō : Sakura Suwa, sa demi-sœur / Osaku (rêve de Tora-san)
- Masami Shimojō (ja) : Ryūzō Kuruma, son oncle
- Chieko Misaki (ja) : Tsune Kuruma, sa tante
- Gin Maeda (en) : Hiroshi Suwa, le mari de Sakura
- Hayato Nakamura : Mitsuo Suwa, le fils de Sakura et de Hiroshi
- Reiko Ōhara : Sanae Arakawa / Mizuno
- Takashi Shimura : le professeur Suwa
- Izumi Pinko (ja) : Hitomi
- Hideo Murota : Hajime Soeda, le cousin de Sanae
- Yoshio Yoshida (ja) : le père d'Osaku (rêve de Tora-san)
- Hideji Ōtaki : le moine sur le pont Hōrai (en)
- Hisao Dazai (ja) : Umetarō Katsura, le voisin imprimeur
- Gajirō Satō (ja) : Genko
- Chishū Ryū : Gozen-sama, le grand prêtre

## Distinctions
Yōji Yamada et Kiyoshi Atsumi sont nommés respectivement pour le prix du meilleur réalisateur et pour celui du meilleur acteur pour les deux films de la série C'est dur d'être un homme sortis en 1978, C'est dur d'être un homme : Tora-san entre en scène et C'est dur d'être un homme : Elle court, elle court la rumeur, lors des Japan Academy Prize de 1979.